# Gerard van Spaendonck

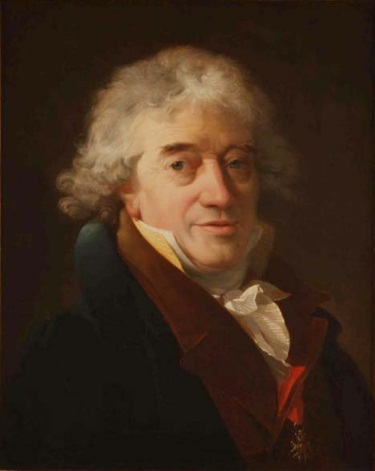
Porträt Spaendoncks gemalt von Nicolas-Antoine Taunay

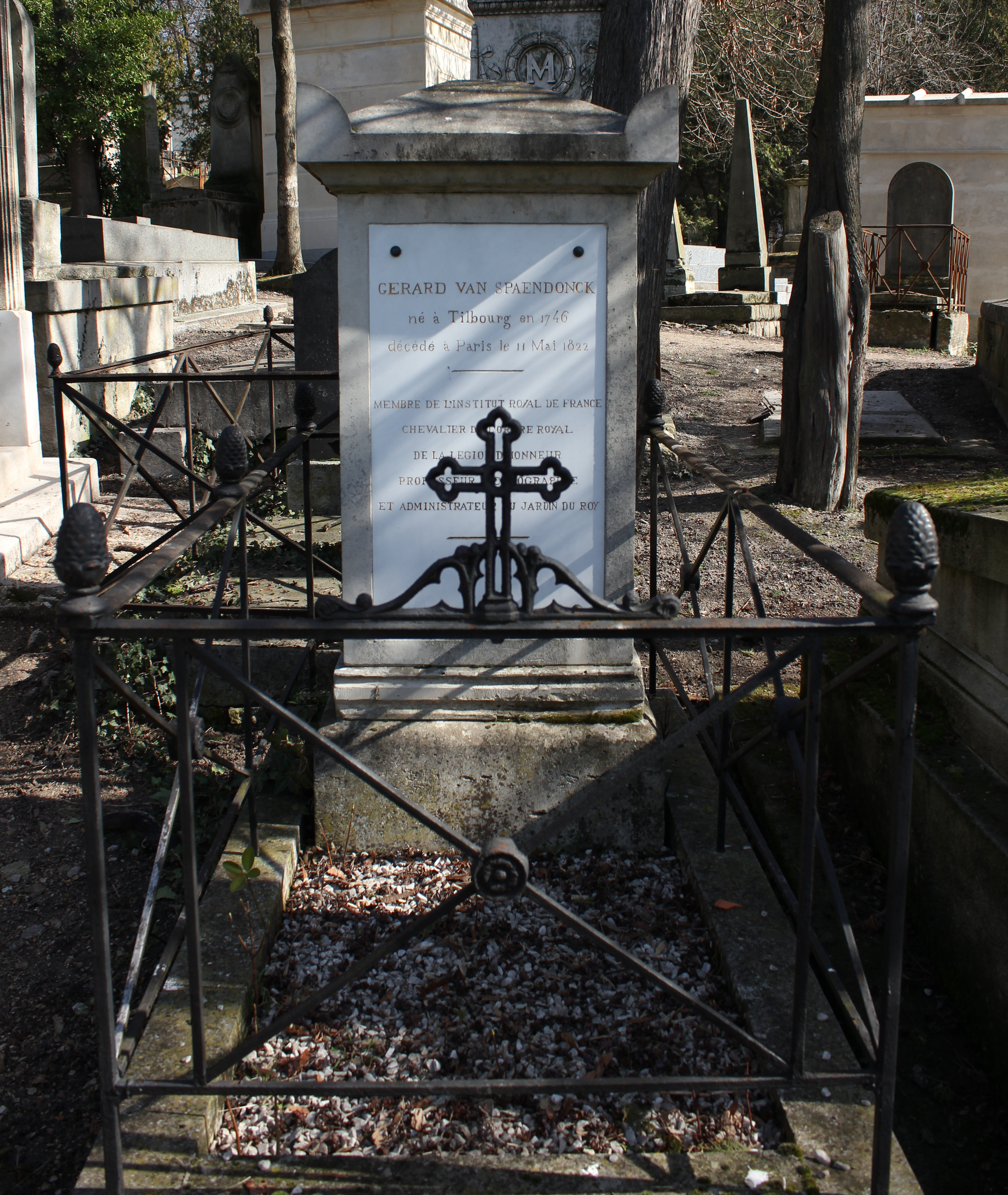
Spaendoncks Grab auf dem Friedhof Père Lachaise

Gerard van Spaendonck (* 22. März 1746 in Tilburg; † 11. Mai 1822 in Paris), auch Gérard van Spaendonck, Gerrit van Spaendonck oder Gerardus van Spaendonck geschrieben, war ein niederländischer Maler und Graveur. Er war einer der ersten Künstler, der die niederländische Tradition der Blumenmalerei, die mit Jan van Huysum ihren Höhepunkt erreichte, nach Frankreich brachte. Auch Jan van Os und früher Rachel Ruysch waren solche Künstler.

## Leben
Spaendonck war der ältere Bruder von Cornelis van Spaendonck (1756–1840), der sich ebenfalls als versierter Künstler einen Namen machte. Sein Vater war Diener der Herrschaft Tilburg in Nord-Brabant. In den 1760er Jahren studierte er bei dem Dekorationsmaler Willem Jacob Herreyns (1743–1827) an der Koninklijke Academie voor Schone Kunsten van Antwerpen. 1769 zog Spaendonck nach Paris, wo er 1774 dank der Intervention von Claude-Henri Watelet im Alter von 28 Jahren zum Miniaturmaler am Hof Ludwigs XVI. ernannt wurde. 1777 veranstaltete er seine erste Ausstellung. 1780 trat Spaendonck die Nachfolge von Françoise Basseporte (1701–1780) als Professor für Blumenmalerei am Jardin des Plantes an. Im folgenden Jahr wurde er in die Académie royale de peinture et de sculpture aufgenommen. 1786 wurde Spaendonck zum Maler im Cabinet von Marie-Antoinette ernannt.
Nach der Französischen Revolution war Spaendonck 1793 erster Inhaber des Lehrstuhls für Naturikonografie am Muséum national d’histoire naturelle. Im selben Jahr kreierte das erste Logo des Museums. Im Jahr 1788 wurde er zum Berater der Académie des Beaux-Arts ernannt und 1795 wurde er Gründungsmitglied des Institut de France. Im Jahr 1804 erhielt er den Orden der Ehrenlegion und im folgenden Jahr wurde er von Napoleon Bonaparte geadelt. Spaendonck starb 1822 in Paris und ist auf dem Friedhof Père-Lachaise begraben.
Zu seinen Schülern gehörten Pierre-Joseph Redouté, Alexandre Paul Joseph Véron, Pierre-Antoine Poiteau, Henriette Gertruide Knip, Jan Frans van Dael, Pancrace Bessa, Paul Louis Oudart, Émile-Théophile Blanchard, Jean Henri Jaume Saint-Hilaire, Antoine Chazal, Piat Joseph Sauvage, Henriette Vincent, Sophie de Fuligny-Damas und die Marquise de Grollier. 
Gerard van Spaendonck malte sowohl mit Öl- als auch mit Aquarellfarben. Als Spezialist für die Spritztechnik, die darin besteht, dem Kupferstich kleine Punkte hinzuzufügen, um die Wiedergabe von Details zu verfeinern und die Farben zu nuancieren, zog er das Aquarell der Gouache vor. Er steuerte über fünfzig Werke zu Les Vélins du Roi bei, einer bedeutenden Sammlung botanischer Aquarelle im Besitz des französischen Königshauses. Zwischen 1799 und 1801 veröffentlichte er eine Sammlung von 24 botanischen Kupferstichen, die als hochwertige Tafeln für Studenten der Blumenmalerei gedacht waren. Heute gilt das Werk als hochgeschätztes Buch über die Blumenmalerei.

## Galerie

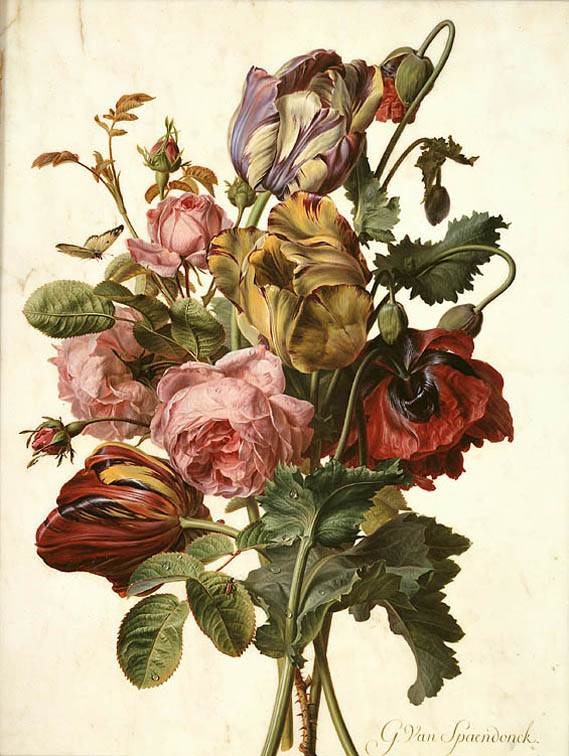
Strauß aus Tulpen, Rosen und einem Schlafmohn, mit einem hellgelben Schmetterling, einem roten Bockkäfer und einem Marienkäfer mit sieben Punkten
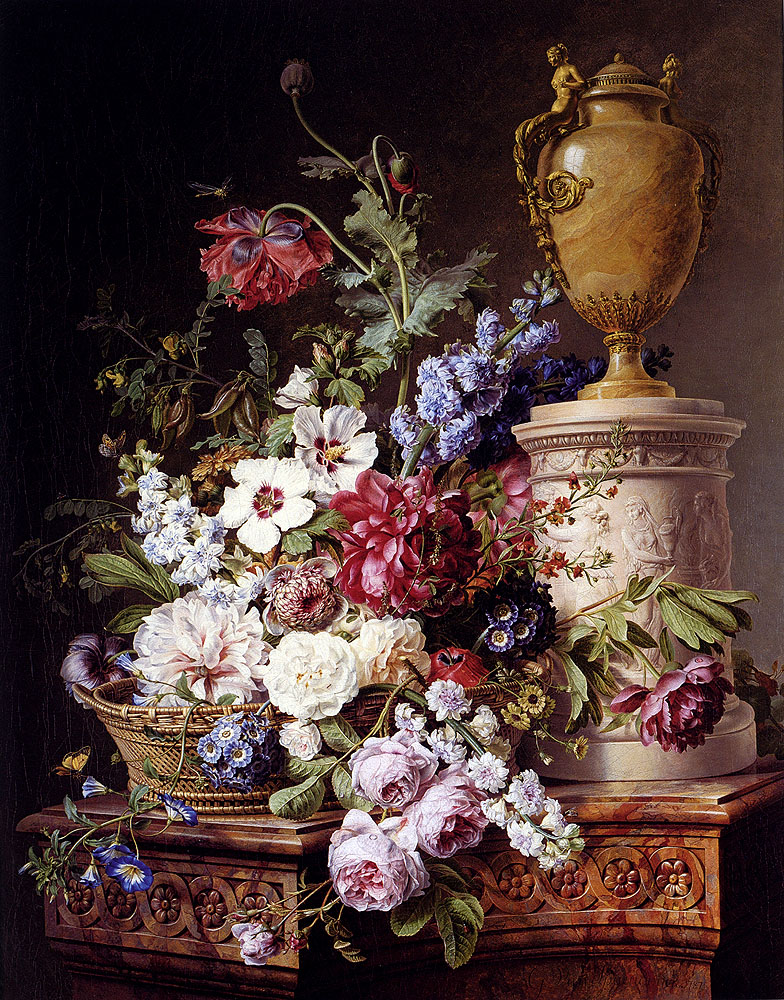
Blumenstillleben in einem Korb mit zwei Schmetterlingen, einer Libelle, einer Fliege und einem Käfer neben einer Alabaster-Urne auf einem Marmorsockel
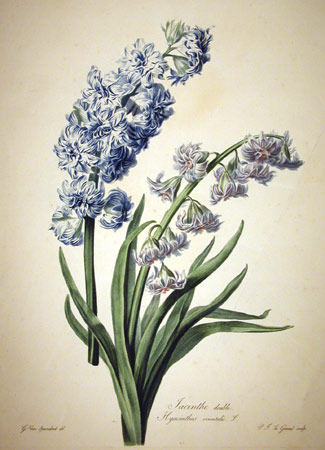
Hyazinthe mit doppelter Blüte
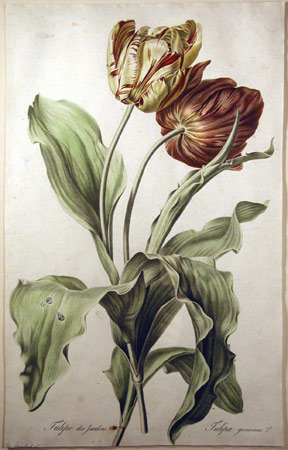
Tulpenstudie